# Ivan Maksimovič Nikitin
Ivan Maksimovič Nikitin, oppure Ivan Nikitič Nikitin (1688 circa – dopo 1742), è stato un pittore russo, uno degli iniziatori della pittura realistica in Russia.

## Biografia

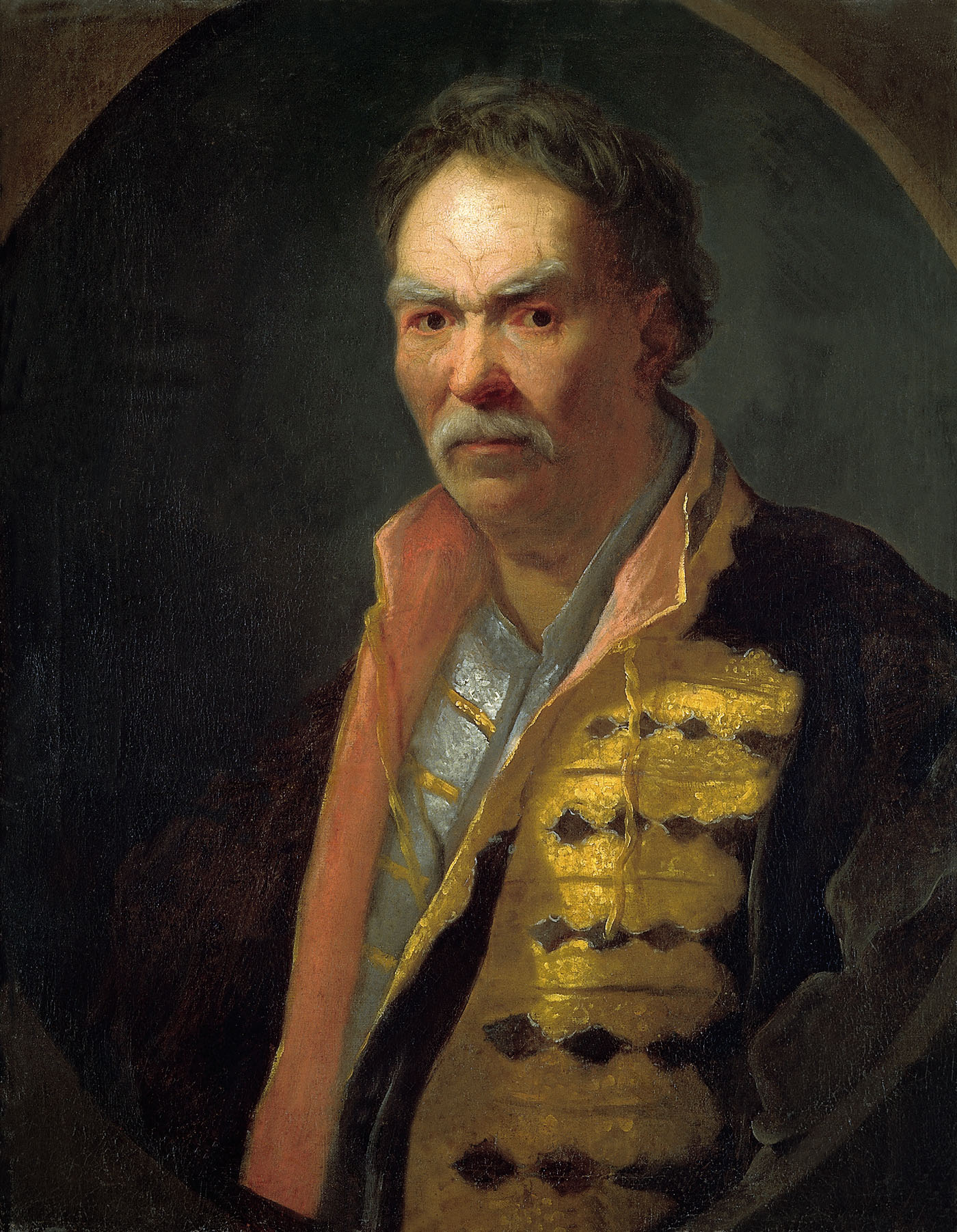
Hetman (1720), San Pietroburgo, Museo russo

Nikitin si avvicinò all'arte sotto la guida dell'incisore A. Schonebek, e insegnò aritmetica e disegno alla scuola d'artiglieria di Mosca.
Dopo di che Pietro il Grande lo inviò, dal 1716 al 1718, in Italia per un soggiorno di studio, dove frequentò gli ambienti artistici di Venezia e di Firenze.
Rientrato in patria, Nikitin assunse la carica di pittore di corte a San Pietroburgo, e si mise in evidenza nella ritrattistica, perché fu uno tra gli iniziatori del ritratto realistico, allontanandosi dal tradizionale stile caratterizzato dalla tecnica delle icone, la cosiddetta parsuna (traduzione del latino persōna), che contraddistinse i primi ritratti del XVI e del XVII secolo.
Già agli esordi nella ritrattistica (Cosacco, 1715) evidenziò una volitiva personalità e un rapporto non mediato con il soggetto, precisione di segno e semplicità.
Nella sua seconda fase creativa, più matura e prolifica, Nikitin dipinse numerosi ritratti di Pietro il Grande, che ben esprimevano l'energica fisionomia dello zar, quali Pietro il Grande (1721), Pietro il Grande sul letto di morte (1725), pregevole per la qualità della pennellata e per la tensione presente nell'opera.
Da ricordare anche i ritratti Hetman (1720, San Pietroburgo, Museo russo), caratterizzato da colori bruno-dorati con macchie luminose che si coniugano con chiaroscuri finemente trattati, e Caterina I di Russia (1717-1721-1723).
Nikitin, inoltre, si dedicò alla pittura di argomento storico, come La battaglia di Kulikovo (1727, San Pietroburgo, Museo russo) e La battaglia di Poltava (1727, Ermitage di Peterhof).
Nel 1732, Nikitin fu arrestato assieme al fratello, ed esiliato a Tobol'sk; 
nel 1740 Anna I di Russia firmò un'amnistia, che entrò in vigore l'anno seguente. Nikitin morì mentre stava ritornando a San Pietroburgo, intorno al 1742.
Anche il fratello Roman (1689-1754) si dimostrò un importante ritrattista e pittore di corte.

## Opere
- Maria Dmitrievna Cantemir (1710-1720);
- Elisabetta di Russia (1712-1713);
- Cosacco (1715);
- Anna Petrovna Romanova (prima del 1716);
- Caterina I di Russia (1717-1721-1723);
- Hetman (1720);
- Pietro il Grande (1721);
- Pietro il Grande sul letto di morte (1725);
- La battaglia di Kulikovo (1727);
- La battaglia di Poltava (1727).

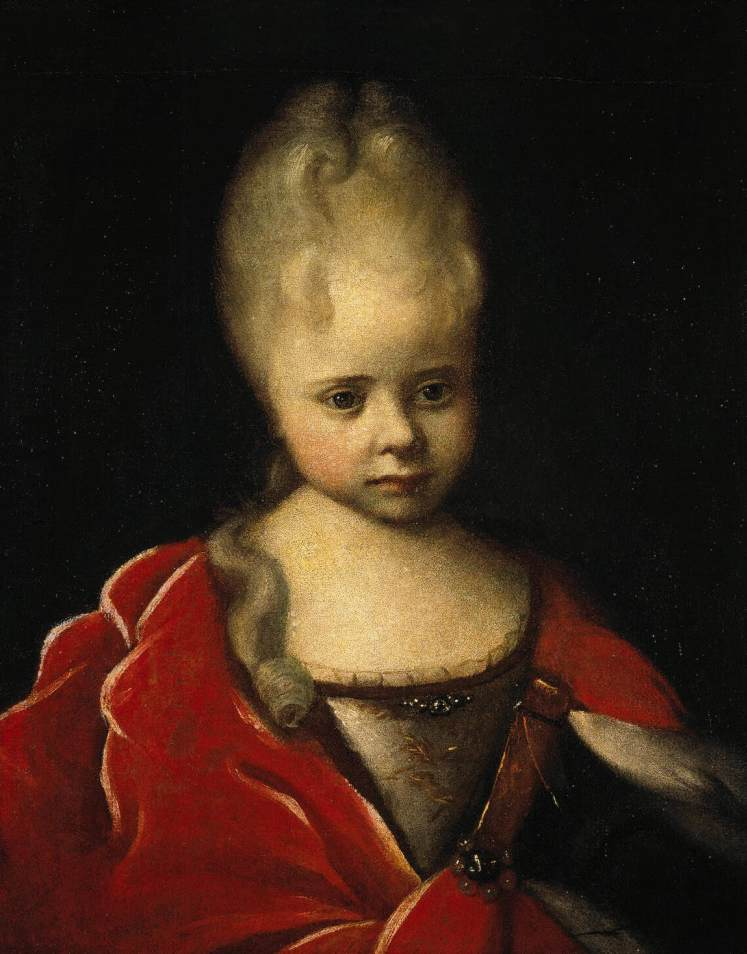
Elisabetta di Russia (1712-1713)
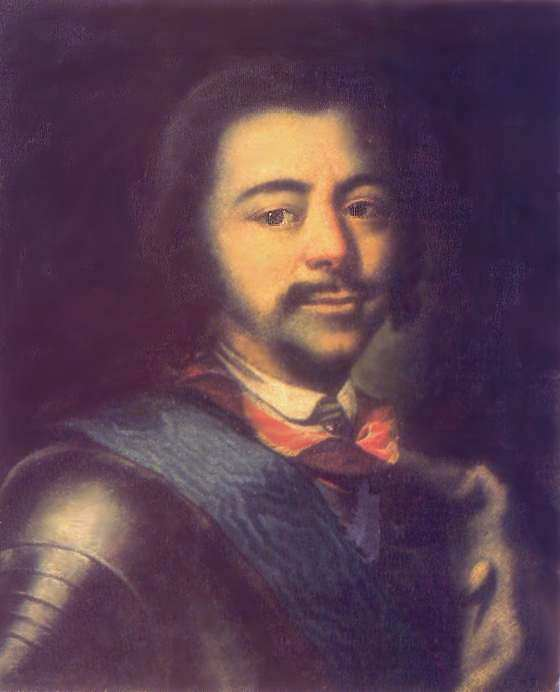
Pietro il Grande (1715–1716)
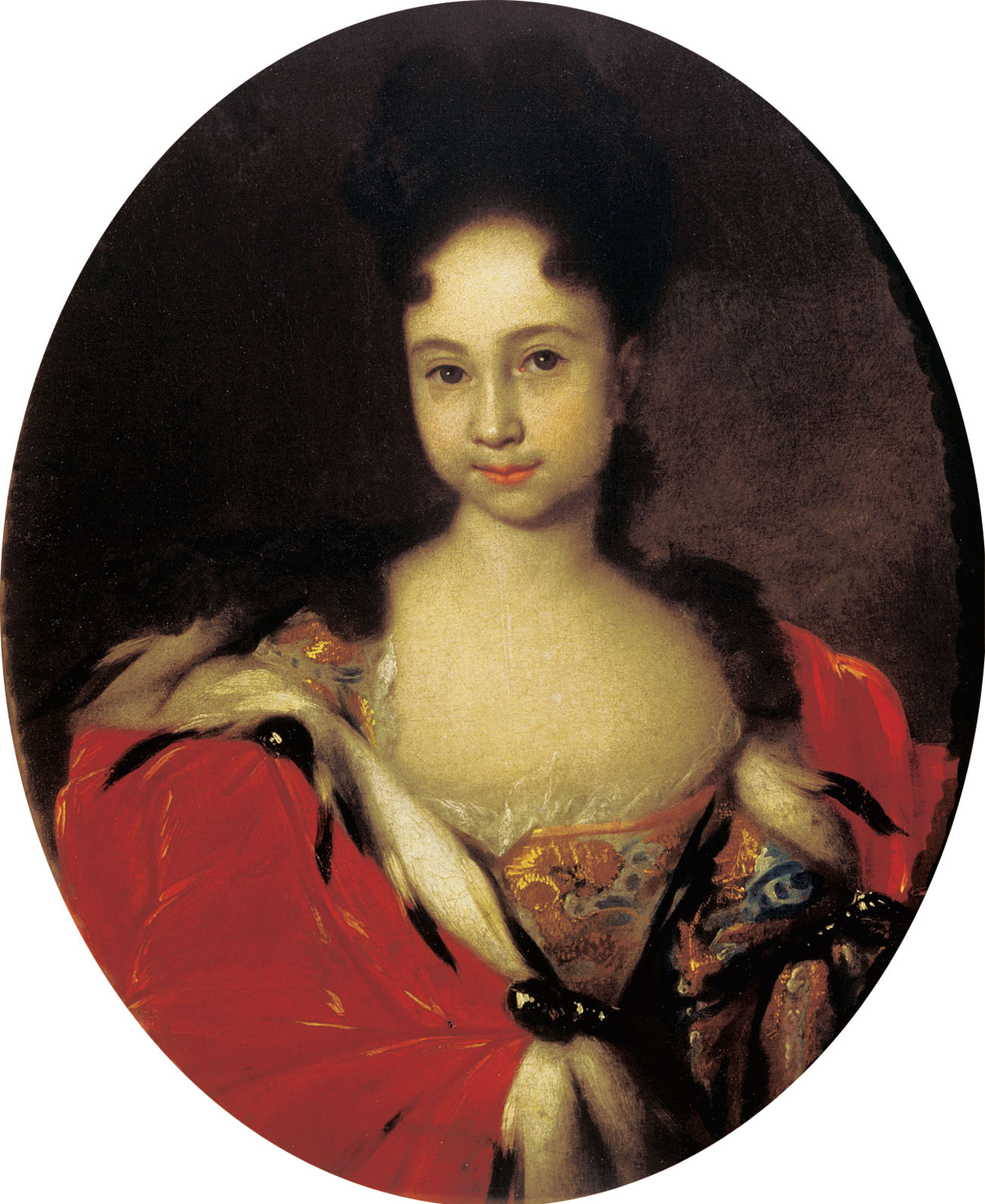
Anna Petrovna Romanova (prima del 1716)
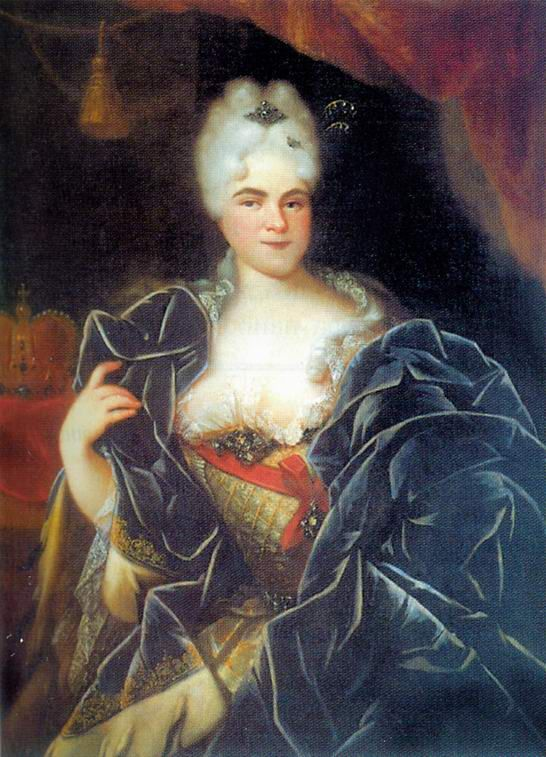
Caterina I di Russia (1717)
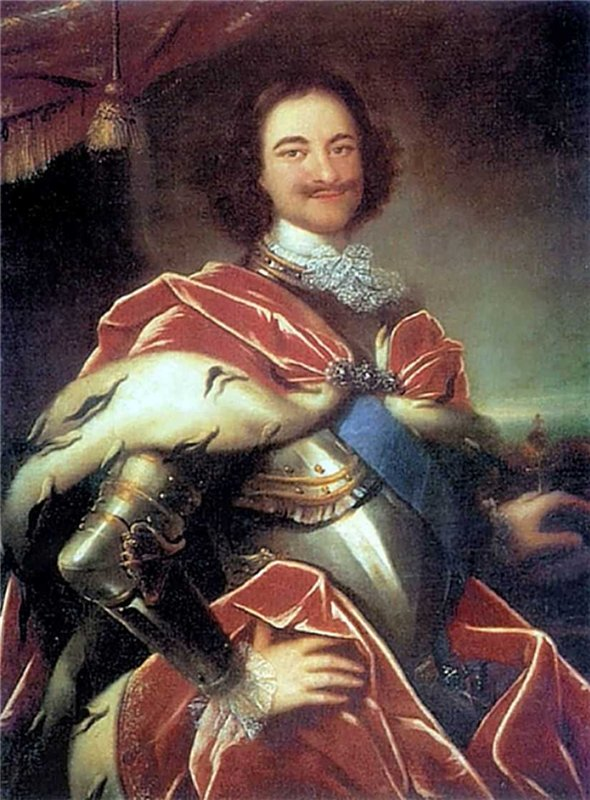
Pietro il Grande (1717)
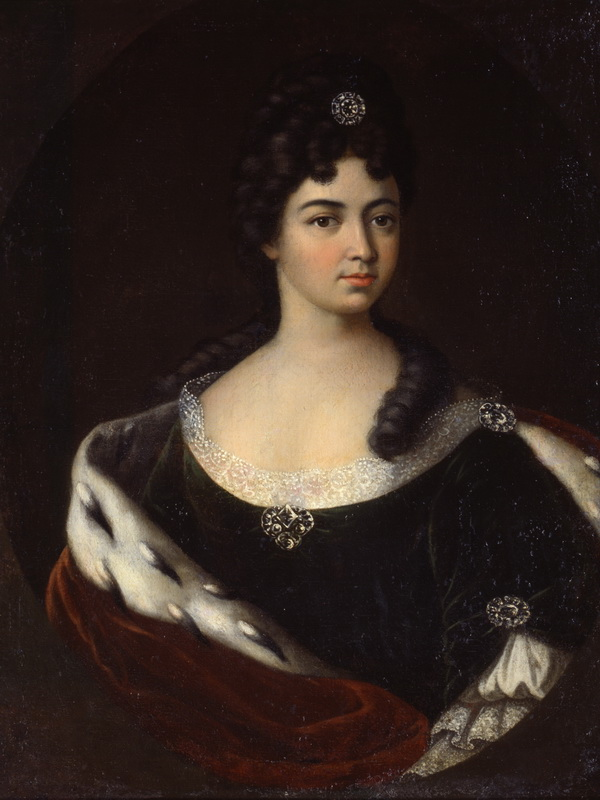
Maria Dmitrievna Cantemir (1710-1720)
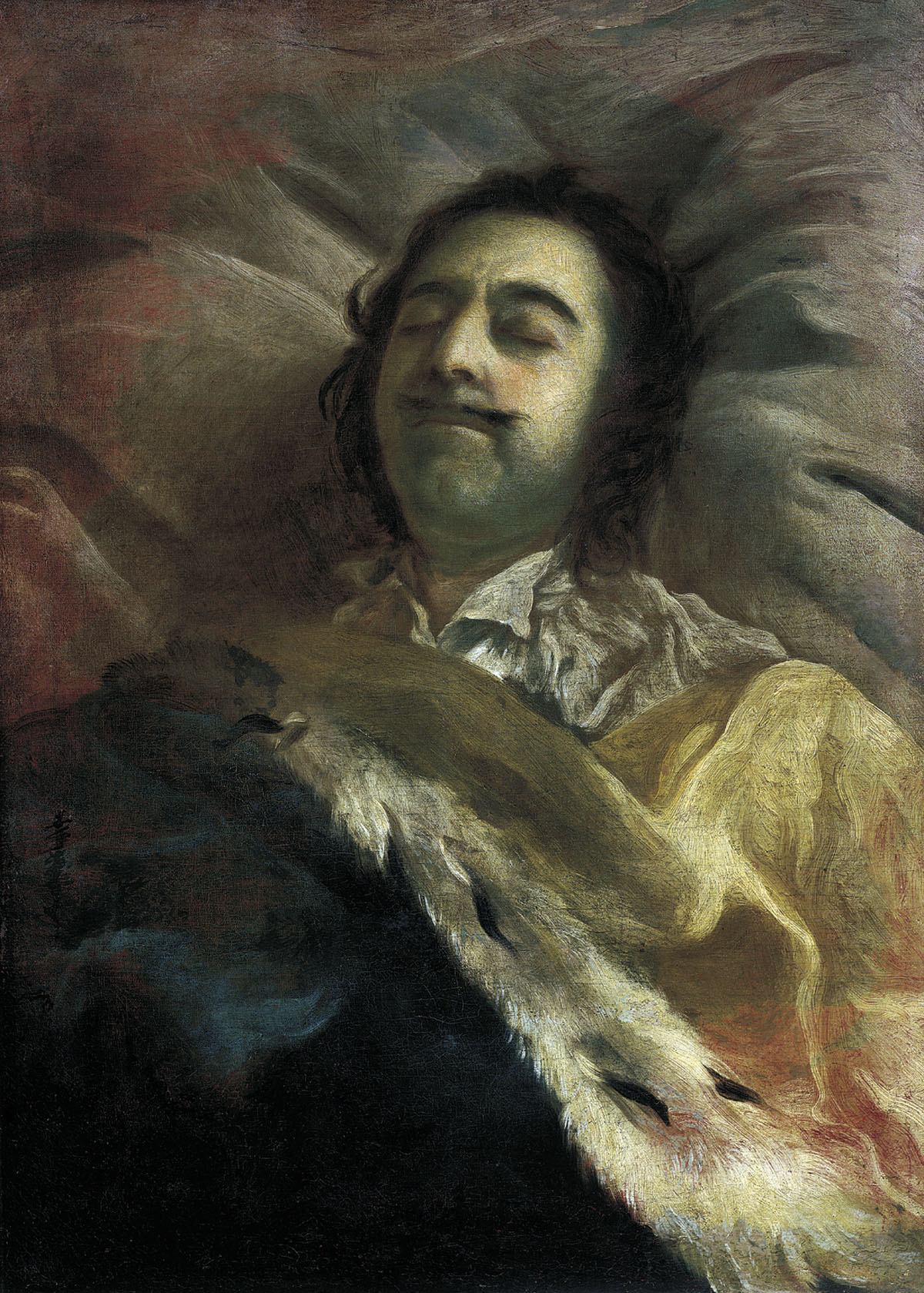
Pietro il Grande sul letto di morte (1725)
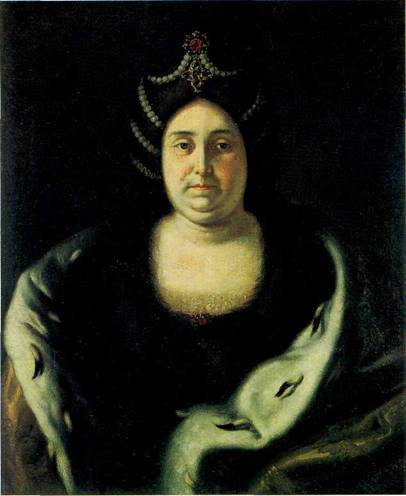
Praskov'ja Fëdorovna Saltykova